# نعمان بن بشیر
نعمان بن بشیر خزرجی انصاری فرماندار و دولتمرد خلافت اموی، خطیب و شاعر صدر اسلام، راوی حدیث و از انصار و قبیله خزرج بود دربارهٔ مکتب فکری وی نوشته‌اند که عثمانی مذهب بوده‌است. او از معاویه طی فتنه اول پشتیبانی کرد و سپس معاویه او را به عنوان فرمانروای کوفه و یزید به عنوان فرمانروای حمص گمارد. نعمان در نهایت در ۶۴ سالگی کشته شد. از او دیوان شعری برجای مانده‌است.

## زندگی
نعمان نخستین فرزند انصار بود که پس از هجرت محمد زاده شد. او پس از قتل عثمان پیراهن خونین عثمان و نامه همسر او را به شام نزد معاویه برد و اوضاع مدینه را گزارش داد. او تنها یکی از دو انصاری است که در جنگ صفین با معاویه همراه شد. نعمان در سال ۵۳ هجری قمری قاضی دمشق و سپس فرمانروای یمن و پس از معاویه به مدت ۹ ماه فرمانروای کوفه گردید.

## در کربلا
نعمان در زمان حکومت یزید، فرمانروای کوفه شد ولی از آنجا که بسیار آسان‌گیر بود، مردم به راحتی از حسین بن علی حمایت می‌کردند. زمانی که مسلم بن عقیل به کوفه آمد، مردم به شدت از او پشتیبانی می‌کردند و در زمان یکی از هواداران بنی امیه، نسبت به سهل‌انگاری نعمان در قضیه مسلم بن عقیل به یزید، گزارش داد و درخواست کرد که برای حکومت کوفه مرد مقتدری بفرستد. یزید نیز عبیدالله ابن زیاد را به ولایت کوفه منصوب و از او خواست تا با تمام قوا، سخت‌گیری و شدت عمل به خرج دهد و بدین صورت نعمان بن بشیر از فرمانروایی کوفه عزل شد. او تا دوران حکومت مروان بن حکم زندگی کرد و والی حمص بود.

## مرگ
پس از مرگ یزید به علت اغتشاشاتی که رخ داد که به فتنه دوم معروف است، او با مروان مخالفت و با عبدالله بن زبیر بیعت کرد و در پی آن مردم حمص او را نپذیرفته و بر او شوریدند؛ او نیز فرار کرد و مردم تعقیبش کرده و او را کشتند. این حادثه در سال ۶۵ هجری قمری رخ داد.